# Tecario
Tecario es una localidad del estado mexicano de Michoacán. Es parte del municipio de Tacámbaro.

## Toponimia
El nombre «Tecario» proviene de los términos en purépecha: tecari, carpintero; o, locativo. Su significado es «Lugar de carpinteros».

## Demografía
| Gráfica de evolución demográfica |
|                                  |

| Censo | Población |
| ----- | --------- |
| 1900  | 585       |
| 1910  | 614       |
| 1921  | 468       |
| 1930  | 443       |
| 1940  | 360       |
| 1950  | 423       |
| 1960  | 521       |
| 1970  | 771       |
| 1980  | 965       |
| 1990  | 1660      |
| 2000  | 1971      |
| 2010  | 2549      |
| 2020  | 2745      |